# Gundam
Gundam (ガンダム?, Gandamu) è un media franchise giapponese d'animazione creato da Yoshiyuki Tomino e Hajime Yatate per lo studio Sunrise nel 1979. La serie è ambientata in un futuro prossimo in cui l'umanità ha iniziato a colonizzare lo spazio ed è incentrata su robot antropomorfi da combattimento con pilota umano, denominati mobile suit. Essa si inserisce nel filone mecha della fantascienza, in cui introdusse un senso di realismo nella narrazione e nella trattazione dei mobile suit come armi da combattimento che diede avvio in Giappone al sottogenere dei real robot.

Foglio di francobolli delle poste giapponesi dedicato a Gundam

Il franchise prese avvio nel 1979 con la serie televisiva anime Mobile Suit Gundam e dopo un inizio in sordina conobbe un inaspettato successo nella prima metà degli anni Ottanta, che lo accompagnerà da lì in avanti; in tal modo il franchise si è ampliato a contenere una trentina di serie televisive, film, OAV e ONA, così come decine di manga, light novel, romanzi e videogiochi. Gundam poggia inoltre su un vasto e lucrativo merchandising, il quale è dominato dai modellini in plastica dei mobile suit, i cosiddetti Gunpla, e che costituisce il marchio più remunerativo dell'azienda produttrice Bandai.
Gundam è ritenuta una serie di importanza fondamentale nel panorama dell'animazione giapponese. La sua rilevanza si manifesta però soprattutto in ambito sociale e culturale, tramite una presenza tangibile nella vita quotidiana e nella cultura di massa del Giappone, data da campagne pubblicitarie, citazioni, esposizioni e influenze in ambito scientifico e tecnologico.

## Storia e sviluppo

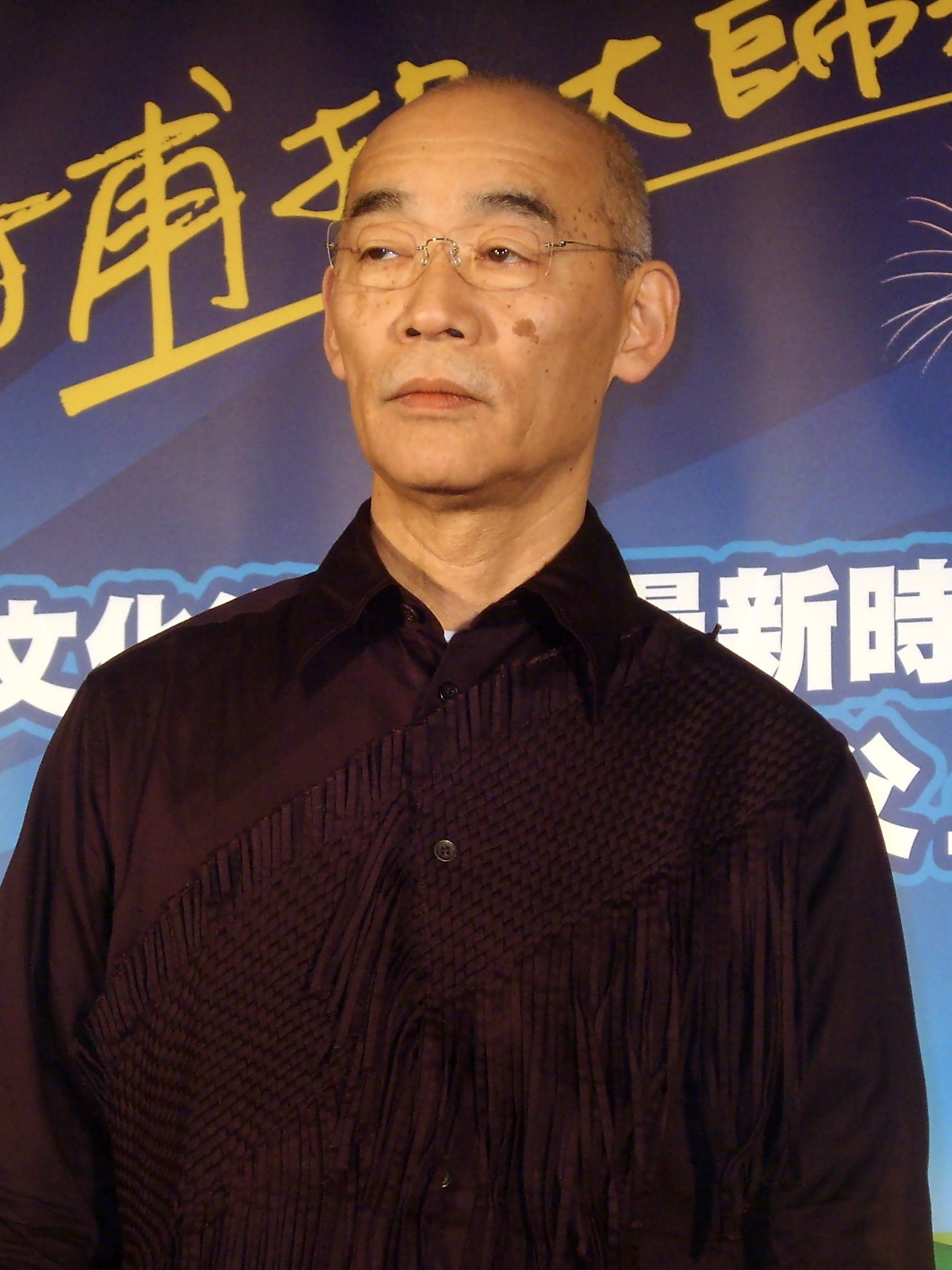
Il creatore della serie Yoshiyuki Tomino nel 2008

Mobile Suit Gundam fu ideato da Yoshiyuki Tomino insieme al gruppo creativo della Sunrise — noto con lo pseudonimo collettivo di Hajime Yatate — con l'intenzione di presentare una serie robotica realistica, incentrata su un tema specifico introdotto da un interrogativo di fondo: «Perché gli uomini continuano a farsi la guerra?». Tomino aveva già acquisito una certa esperienza negli anni Sessanta e Settanta tramite la realizzazione di alcuni anime mecha che si inserivano nella tradizione dei super robot in voga all'epoca, ovvero scenari futuristici in cui la Terra è solitamente minacciata da un attacco alieno, che viene prontamente respinto da un giovane alla guida di un robot invincibile. Grazie a questi successi iniziali, Tomino poté ritagliarsi una maggiore libertà artistica, che impiegò nella realizzazione di una serie mecha più innovativa. Mobile Suit Gundam presenta infatti un approccio più realistico al tema fantascientifico, in cui in primo piano sono messi gli uomini in tutte le loro sfaccettature morali e caratteriali e i loro conflitti di natura politica e ideologica; inoltre, in un mondo dominato dalla scienza e dalla tecnologia, i robot non sono più delle figure invincibili e semi-divine, ma dei semplici mezzi militari prodotti in serie.
Tra le diverse fonti di ispirazione figurano il film RX-M Destinazione Luna e il romanzo di Robert A. Heinlein Fanteria dello spazio: in particolare, l'idea di base del mobile suit deve le sue origini alla tuta potenziata (in inglese powered suit) immaginata da Heinlein. La serie doveva intitolarsi inizialmente Freedom Fighter Gunboy (自由戦士 ガンボイ?, Jiyū Senshi Gunboy) o più semplicemente Gunboy (in inglese gun = pistola, boy = ragazzo), perché il robot del titolo era armato con un fucile e il target di riferimento del programma erano i ragazzi. Il nome tuttavia non fu ritenuto efficace, e il gruppo Yatate provò allora a combinare la parola gun con l'ultima sillaba di freedom, per formare la parola Gundom (ガンドム?), ma a Tomino non piaceva l'effetto della sua trascrizione in katakana e così lo cambiò ancora nel definitivo Gundam (ガンダム?), spinto anche dal significato che in questo modo il nome acquisiva: un'arma potente abbastanza da trattenere i nemici, come una diga (in inglese dam) trattiene le inondazioni. Il gruppo di produzione continuò quindi a sviluppare la trama e l'aspetto dei mezzi e dei personaggi fino a raggiungere il loro formato definitivo.
Per via di questa sua natura innovativa, Mobile Suit Gundam venne accolto tiepidamente dal pubblico, e, a causa dei bassi indici di ascolto e delle scarse vendite di merchandise relativo, la serie venne cancellata e fatta concludere prematuramente. Tuttavia, pochi mesi dopo la conclusione della prima messa in onda, una replica in un diverso slot settimanale e la produzione di un kit di modelli in scala dei mobile suit rivolti a un pubblico più adulto conferirono un nuovo insperato successo alla serie. Sunrise riunì prontamente il team di produzione per adattare la serie televisiva in una trilogia di film anime, distribuiti nel 1981, mentre venivano avviati i preparativi per un sequel, che vide la luce nel 1985 con il titolo di Mobile Suit Z Gundam. Ambientato sette anni dopo la fine della guerra di un anno, l'anime segue la continuazione della guerra tra la Federazione Terrestre e Zeon e ripropone diversi personaggi già apparsi in Mobile Suit Gundam. Esso adotta inoltre uno stile più cupo e drammatico, tendenza che andrà enfatizzandosi nelle opere successive di Tomino. Mobile Suit Z Gundam conobbe un successo immediato in Giappone, innescando la produzione di svariati sequel e spin-off e la trasformazione della serie in un franchise vasto e longevo.
Da allora il franchise si è espanso in una varietà di opere e linee narrative alternative, opera di Tomino stesso ma anche di molti altri registi o scrittori che hanno apportato il loro tocco personale alla serie. Hanno così visto la luce opere di Gundam per tutti i gusti e indirizzate a target estremamente diversificati, il cui filo comune rimane in pratica solo lo scenario futuristico e la presenza dei mobile suit.

## Genere e stile

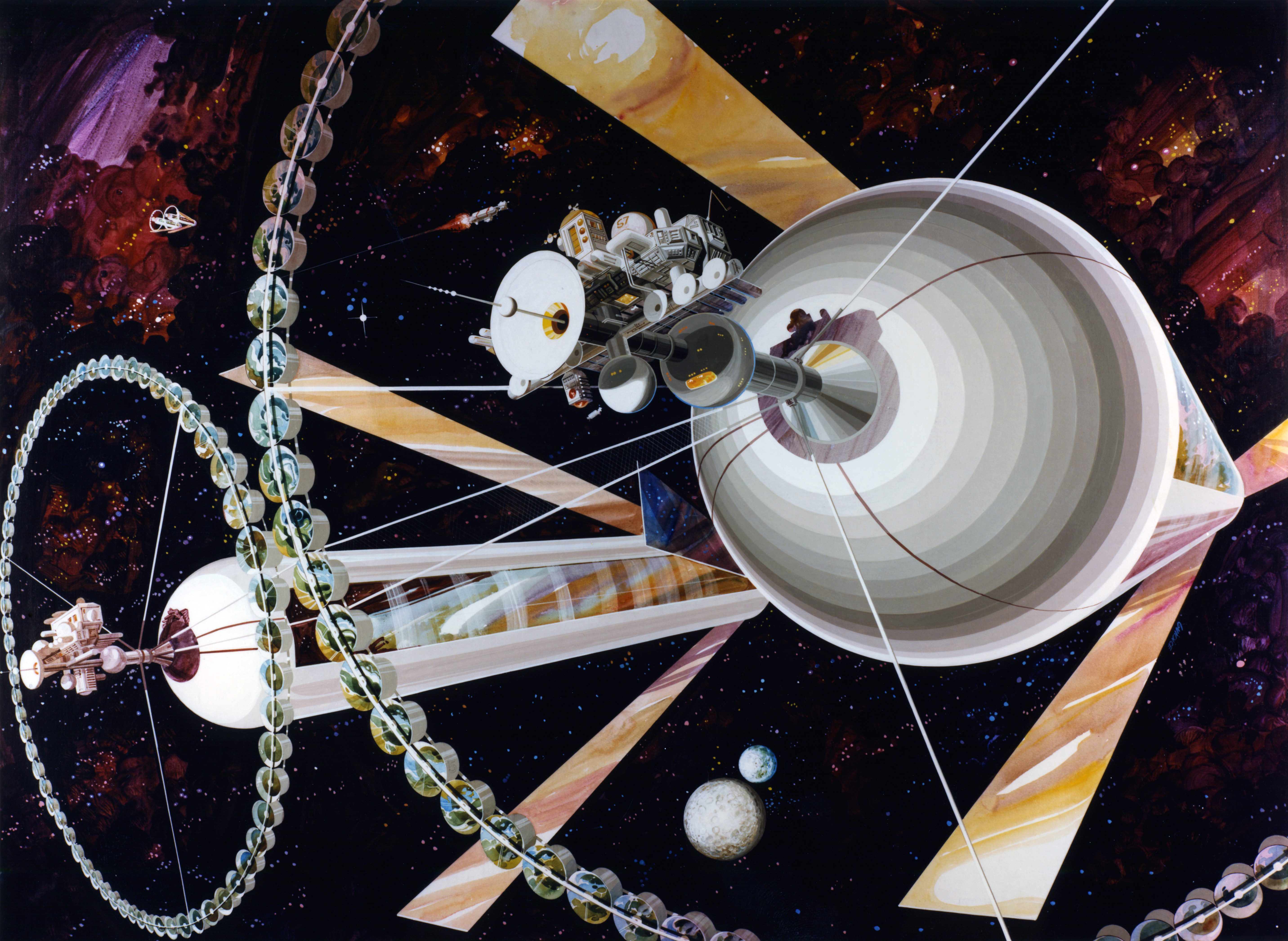
Rappresentazione artistica di due cilindri di O'Neill, che hanno ispirato direttamente le colonie spaziali di Gundam

Mobile Suit Gundam rappresenta un punto di svolta nella storia del genere mecha, in quanto capostipite del sottogenere dei cosiddetti real robot (リアルロボット?, riaru robotto). Esso differisce da quello precedentemente in voga dei super robot per diversi aspetti stilistici e tematici, quali la verosimiglianza tecnologica e la complessità della trama sotto il profilo morale, che pure si riscontrano in embrione già in precedenti opere di Tomino.
Mentre le serie super robot precedenti, come Super Robot 28, Mazinger Z o UFO Robot Goldrake, erano caratterizzate da robot invincibili dalla potenza ed energia sconfinate, in Gundam i mobile suit sono trattati come macchine vere, prodotte in massa, che necessitano di energia, munizioni e riparazioni in caso di danni o malfunzionamenti, e di una vasta logistica per la manutenzione e il trasporto nel teatro delle operazioni. Questi robot sono quindi declassati dal grado di deus ex machina a quello di semplice arma, e non è raro che il mezzo di uno dei personaggi principali sia seriamente danneggiato o sostituito. Questa necessità di realismo nei robot si è tradotta durante la fase di produzione in forti limitazioni nell'ambientazione della serie, che doveva risultare coerente e plausibile in ogni dettaglio, specialmente dal punto di vista scientifico. L'universo di fantascienza che ne deriva si presenta quindi tecnologicamente avanzato ma plausibile, se non addirittura radicato in nozioni scientifiche reali. La colonizzazione dello spazio è resa possibile da insediamenti ispirati ai cilindri di O'Neill e installati nei punti di Lagrange, in modo tale da mantenerli in posizione stabile rispetto alla Terra e alla Luna. In Mobile Fighter G Gundam vengono accennati i temi delle nanotecnologie e delle biomacchine, mentre le interfacce uomo-macchina nella cabina di pilotaggio si mantengono coerenti con lo stato attuale della ricerca, ad esempio nella sovrapposizione di immagini 2D o 3D, negli schermi panoramici, o nell'apprendimento assistito dal computer. Solo la fisica di Minovsky, e in particolare le particelle di Minovsky, sono largamente fittive ma trattate in modo verosimile per giustificare l'approvvigionamento energetico dei mobile suit.
Al di là del realismo tecnologico, l'innovazione forse più importante di Gundam sta nello spostamento dell'attenzione dalle macchine ai personaggi, che segna un punto di svolta rispetto alle serie super robot, dove il più delle volte un eroe buono si contrappone a un nemico incarnazione del male assoluto. Questo dualismo semplicistico lascia il posto, in Gundam, a una complessità drammaturgica in cui la stereotipata contrapposizione tra bene e male viene scardinata con il riferimento alla tragica avventura umana della guerra, che non è mai fatta da buoni contro cattivi, ma da esseri umani che, per ragioni spesso a loro estranee, sono costretti ad affrontare morte, distruzione e alienazione. In generale, il mantenimento dell'ambiguità sull'identità dei cattivi rimane un elemento ricorrente del franchise. Dei personaggi, gli autori approfondiscono inoltre le emozioni, i sentimenti, le ambizioni e la psicologia, inquadrando il tutto in una trama complessa e in una cornice di verosimiglianza storica in cui dominano la geopolitica, la strategia militare, lo spionaggio e i tradimenti. Conseguenza di tale impostazione è, tra l'altro, l'articolazione delle serie in puntate concatenate l'una all'altra in modo non autoconclusivo, secondo un meccanismo narrativo molto più avvincente che non quello delle precedenti serie, in cui il canovaccio di ciascun episodio si ripeteva sempre simile finché ad un certo punto il nemico veniva sconfitto e la serie terminava.
Infine, le singole serie di Gundam si basano su narrazioni "locali" — incentrate su singoli personaggi o avvenimenti — ma all'interno di una cornice globale più vasta, una caratteristica che accomuna Gundam alle grandi saghe di fantascienza, in cui l'universo fittizio gioca un ruolo cruciale, e che lo inquadra di diritto nel sottogenere della space opera. La combinazione di tutte le serie permette agli spettatori di far emergere e ricostruire un'unica grande narrazione che le contiene tutte; per Aruma Hiroki, «è come se il mondo di Gundam avesse un'esistenza propria», indipendente dalle «serie individuali» che vi si svolgono. Negli anni '70 e '80 in Giappone, questo stile narrativo attirò un vasto pubblico e portò al successo di saghe lunghe come Macross, Brave Story e, naturalmente, Gundam.
A causa della sua longevità e dell'avvicendarsi di artisti differenti nel team di produzione delle singole serie, Gundam è caratterizzato da marcate discontinuità stilistiche. Esempio ne sono il mecha design di Turn A Gundam, affidato per la prima volta a un disegnatore straniero, lo statunitense Syd Mead, e per questo radicalmente diverso dalle serie precedenti; o l'utilizzo di computer grafica 3D in Mobile Suit Gundam SEED e Mobile Suit Gundam MS IGLOO. Questa varietà formale si riflette anche nel tono narrativo; come affermato infatti dallo stesso Tomino: «Io e il produttore eravamo convinti che l'elemento drammatico umano fosse la ragione principale del successo della prima serie, e così mi ci fissai troppo. In Z, sottolineammo eccessivamente questo elemento, arrivando così a un finale debole. In ZZ esagerammo in senso contrario sfociando nella comicità. Penso che molti fan considerino la storia complessiva di Gundam come un universo uniforme, ma io non la vedo nello stesso modo. Secondo me, da Z Gundam in poi, ogni parte fa storia a sé».

## Tematiche
Come molte altre serie mecha anche Gundam si inserisce nel contesto della guerra. Essa viene resa in modo realistico, cupo e tragico, con l'intento di metterne in risalto la sua futilità e inutilità. Molti personaggi, tra cui Amuro Ray e Kamille Bidan, ne sono traumatizzati o sono messi di fronte alla loro incapacità di influenzare i conflitti o di prevenire morti ingiuste. Altri aspetti di conflitti armati sono puntualmente esplorati nella serie. Mobile Suit Gundam 0080 è spesso descritto come un esempio di antimilitarismo, adottando il punto di vista di un bambino che fa amicizia con un soldato nemico e che impara che la guerra non è un gioco. In Gundam Wing gli autori sollevano esplicitamente la questione del pacifismo, che tuttavia viene mostrato come impraticabile: infatti, nonostante tutti gli sforzi per la pace, le battaglie si susseguono fino al culmine della storia. Gundam Wing e Mobile Suit Gundam 00 toccano infine il tema del terrorismo e del fanatismo che conduce alle cosiddette "guerre sante".
Gundam è stato interpretato come una metafora della seconda guerra mondiale: Zeon infatti presenta diversi riferimenti alla Germania nazista per via della convinzione della sua classe dirigente di incarnare la razza superiore degli spazionoidi, lo spiccato militarismo e il motto "Sieg Zeon!"; nonostante poi i successi iniziali dovuti all'uso di una nuova tecnologia, i mobile suit, Zeon viene infine sconfitto dalla superiorità produttiva e demografica della Federazione Terrestre, che rappresenterebbe gli Alleati. Altri studiosi, tra cui Kiyoshi Tane e Masayuki Endo, vi hanno visto invece un'allegoria della sconfitta del Giappone da parte degli Stati Uniti e una rievocazione della memoria collettiva del trauma della guerra del Pacifico, opponendosi così alle serie di super robot che glorificavano la tecnologia militare. Il sentimento giapponese di ambivalenza nei confronti delle conseguenze della seconda guerra mondiale può effettivamente essere considerato uno dei punti di partenza per la creazione di Mobile Suit Gundam. Per Williams e Stahl, Tomino presenta un'allegoria della guerra in contrasto con le tendenze alla vittimizzazione dei suoi contemporanei: egli critica il militarismo e l'imperialismo delle classi dirigenti e dimostra l'assurdità del concetto di "nobiltà della sconfitta", in quanto, indipendentemente dall'esito dei conflitti, sono sempre i civili a pagarne il prezzo più alto e a risultare le prime vittime.
Le opere del franchise realizzate da Tomino sono accomunate da alcuni tratti distintivi, ripresi poi spesso anche dalle altre serie. Innanzitutto, la maggior parte dei protagonisti sono descritti e presentati allo stesso modo: ovvero come degli adolescenti comuni che restano coinvolti nella guerra e si ritrovano loro malgrado ai comandi di un prototipo di mobile suit unico e potente denominato Gundam. Tramite il robot questi giovani devono assumersi le responsabilità del combattimento per risolvere un conflitto, facendo così assumere alla storia i contorni di una metafora del passaggio all'età adulta. Lo scrittore Peter Appelbaum, in una sua analisi della letteratura contemporanea, ha coniato il concetto di "eroe Gundam", per definire un bambino che grazie all'uso di mezzi tecnologici risolve un conflitto ereditato dagli errori degli adulti che lo hanno preceduto; un tipo di personaggio introdotto in Gundam, che Appelbaum ritrova in una varietà di opere successive. Tomino è anche noto per concludere le sue opere con la morte della maggior parte dei personaggi, inclusi i protagonisti, in battaglie epiche, infondendovi tutte le sue frustrazioni. In Giappone, questa caratteristica è diventata popolare tra gli appassionati del franchise attraverso l'espressione Kill them all Tomino (lett. "Uccidili tutti, Tomino").
Il franchise analizza le implicazioni sulla società della vita nello spazio, in particolare le tensioni tra gli esseri umani nati sulla Terra o "terranoidi" e le persone nate nello spazio, dette "spazionoidi": i primi tentano in ogni modo di tutelare i loro interessi, trattando i coloni come cittadini inferiori e le colonie come mere fonti di approvvigionamento per la madrepatria, mentre i secondi rivendicano maggiore indipendenza. Questo contrasto, che riappare ciclicamente nella serie come scenario per numerose opere, viene motivato in Mobile Suit Gundam Unicorn come un atto di ribellione che potrebbe essere rapidamente eradicato dalla Federazione Terrestre, ma che viene tollerato per assicurarsi un nemico su cui distogliere l'attenzione delle masse. La prima serie Mobile Suit Gundam introduce inoltre il concetto dei newtype (ニュータイプ?, nyūtaipu), esseri umani che a causa della vita nello spazio hanno sviluppato capacità mentali superiori, quali telepatia e prescienza. Questo principio di evoluzione influenza il trattamento dei personaggi, tra coloro che ne sono diffidenti come la Federazione all'inizio, e quelli che invece si adoperano per l'elevazione dell'umanità come Char Aznable. Attraverso i newtype, Tomino si permette quindi di adottare un punto di vista più filosofico sull'evoluzione umana, tematica che riemergerà spesso anche in opere successive della serie.
Le idee della setta radicale Aum Shinrikyō sono state talvolta confrontate con i temi trattati dalla serie, che risulterebbero in un'influenza negativa sul pubblico giovanile. Tomino ha ammesso che la messa in scena di elementi che illustrano le dottrine della setta nei suoi primi lavori possa avere influenzato negativamente alcuni spettatori adolescenti, per i quali i confini tra la realtà e il mondo virtuale sono meno tangibili che in passato.

## Scenario
Pur nelle loro differenze, le serie di Gundam sono accomunate da ambientazioni futuristiche in cui, grazie all'uso della tecnologia, l'umanità ha colonizzato lo spazio. Tra i nuovi mezzi da combattimento sviluppati figurano i mobile suit (モビルスーツ?, mobiru sūtsu), grossi robot dall'aspetto umanoide, pilotati dall'interno e dalle capacità di combattimento ben superiori rispetto alle armi convenzionali.

### Linee temporali
La cronologia delle prime opere di Gundam segue un unico calendario inventato da Tomino: l'Universal Century. Altri lavori successivi sono ambientati invece in linee temporali alternative, completamente scollegate tra loro, e che sono, in ordine di creazione:
- Universal Century (U.C.): primo calendario a essere introdotto, il cui anno uno corrisponde alla creazione della prima colonia spaziale abitata dall'umanità;
- Future Century (F.C.): universo alternativo in cui le colonie prendono il controllo della Terra;
- After War (A.W.): questo universo è una continuazione alternativa alla saga originale, in cui le colonie spaziali sono state tutte distrutte. È quindi un universo post-apocalittico che segue l'Universal Century;
- After Colony (A.C.), Anni Post Coloniali nel doppiaggio italiano: questo universo si svolge dopo la creazione delle prime colonie spaziali da parte dei terrestri;
- CC Seireki (C.C.)[N 1]: continuum temporale che riunifica in sé tutti i vari universi paralleli delle serie di Gundam e ne fornisce un ideale finale unico;
- Cosmic Era (C.E.): questo calendario si colloca anch'esso subito dopo la creazione delle prime colonie spaziali da parte della Terra;
- Anno Domini (A.D.): segue il calendario gregoriano in uso nella maggior parte dei paesi occidentali, svolgendosi in un futuro relativamente prossimo;
- Advanced Generation (A.G.): linea temporale che si colloca centinaia di anni dopo che l'umanità ha iniziato a colonizzare lo spazio;
- Reguild Century (R.C.): questo calendario si colloca al termine dell'Universal Century, in cui l'umanità è entrata in una nuova era di prosperità e di pace;
- Post Disaster (P.D.): linea temporale che prende avvio da un grande conflitto tra la Terra e la colonia di Marte, conosciuto come la guerra delle calamità, in seguito al quale le relazioni tra i due pianeti sono ancora tese.
- Ad Stella (A.S.)

L'Universal Century rimane l'universo più popolare e quello in cui si svolge la maggior parte delle serie. Le serie di SD Gundam sono ambientate in mondi parodia (come Neotopia o Mirisha) senza connessioni con le altre linee temporali, mentre l'OAV Gundam Evolve si svolge in molti dei calendari menzionati sopra.

## Media

### Anime
Gli anime, siano essi serie televisive, film, OAV o ONA, costituiscono il nucleo del franchise. Di seguito la lista delle produzioni animate in ordine cronologico di realizzazione. È possibile altresì ordinare la tabella secondo le linee temporali della serie e la loro cronologia interna.
| Titolo                                                                     | Tipo              | Anno di uscita           | Linea temporale                |
| -------------------------------------------------------------------------- | ----------------- | ------------------------ | ------------------------------ |
| Mobile Suit Gundam                                                         | serie TV film     | 1979-1980 1981-1982      | U.C. 0079                      |
| Mobile Suit Z Gundam Mobile Suit Z Gundam: A New Translation               | serie TV film     | 1985-1986 2005-2006      | U.C. 0087                      |
| Gundam ZZ                                                                  | serie TV          | 1986-1987                | U.C. 0088                      |
| Mobile Suit Gundam: Il contrattacco di Char                                | film              | 1988                     | U.C. 0093                      |
| Gundam 0080: La guerra in tasca                                            | OAV               | 1989                     | U.C. 0079 - 0080               |
| Mobile Suit Gundam 0083: Stardust Memory L'ultima scintilla di Zeon        | OAV film          | 1991 1992                | U.C. 0083                      |
| Mobile Suit Gundam F91                                                     | film              | 1991                     | U.C. 0123                      |
| Kidō senshi Victory Gundam                                                 | serie TV          | 1993                     | U.C. 0153                      |
| Kidō butoden G Gundam                                                      | serie TV          | 1994-1995                | F.C. 60                        |
| Gundam Wing Operation Meteor                                               | serie TV OAV      | 1995-1996 1996           | A.C. 195                       |
| Mobile Suit Gundam: L'Ottavo Plotone Miller's Report                       | OAV film          | 1996 1998                | U.C. 0079                      |
| Kidō shin seiki Gundam X                                                   | serie TV          | 1996                     | A.W. 15                        |
| Gundam Wing: Endless Waltz                                                 | OAV film          | 1997 1998                | A.C. 195                       |
| Turn A Gundam                                                              | serie TV film     | 1999-2000 2002           | C.C. 2345                      |
| Gundam shin taiken 0087: Green Divers                                      | film              | 2001                     | U.C. 0087                      |
| Gundam Evolve                                                              | OAV               | 2001-2005                | varie                          |
| Mobile Suit Gundam SEED Mobile Suit Gundam SEED: Special Edition           | serie TV OAV      | 2002-2003 2004           | C.E. 71                        |
| Mobile Suit Gundam MS IGLOO                                                | OAV               | 2004-2006                | U.C. 0079                      |
| Mobile Suit Gundam SEED Destiny                                            | serie TV OAV      | 2004-2005 2006-2007      | C.E. 73                        |
| Mobile Suit Gundam SEED C.E. 73: Stargazer                                 | ONA               | 2006                     | C.E. 73                        |
| Mobile Suit Gundam 00 Mobile Suit Gundam 00: A Wakening of the Trailblazer | serie TV OAV Film | 2007-2009 2009-2010 2010 | A.D. 2307 A.D. 2314            |
| Mobile Suit Gundam MS IGLOO 2                                              | OAV               | 2009                     | U.C. 0079                      |
| Mobile Suit Gundam Unicorn                                                 | OAV               | 2010                     | U.C. 0096                      |
| Model Suit Gunpla Builders Beginning G                                     | OAV               | 2010                     | varie                          |
| Mobile Suit Gundam AGE                                                     | serie TV          | 2011-2012                | A.G. 115 A.G. 140-142 A.G. 160 |
| Gundam Build Fighters                                                      | serie TV          | 2013-2014                | A.D. 20??                      |
| Gundam Build Fighters Try                                                  | serie TV          | 2014-2015                | A.D. 20??                      |
| Gundam Reconguista in G                                                    | serie TV          | 2014-2015                | R.C. 1014                      |
| Mobile Suit Gundam Thunderbolt                                             | ONA               | 2015-2017                | U.C. 0079                      |
| Mobile Suit Gundam: The Origin                                             | OAV               | 2015-2018                | U.C. 0068-0079                 |
| Mobile Suit Gundam: Iron-Blooded Orphans                                   | serie TV          | 2015-2017                | P.D. 323                       |
| Mobile Suit Gundam Unicorn RE:0096                                         | serie TV          | 2016                     | U.C. 0096                      |
| Mobile Suit Gundam: Twilight Axis                                          | ONA film          | 2017                     | U.C. 0096                      |
| Gundam Build Divers                                                        | ONA serie TV      | 2018                     | A.D. 20??                      |
| Mobile Suit Gundam Narrative                                               | film              | 2018                     | U.C. 0097                      |
| Mobile Suit Gundam Hathaway                                                | film              | 2021-                    | U.C. 0105                      |
| Mobile Suit Gundam: Cucuruz Doan's Island                                  | film              | 2022                     | U.C. 0079                      |
| Mobile Suit Gundam: The Witch from Mercury                                 | serie TV          | 2022-2023                | A.S. 122                       |
| Mobile Suit Gundam SEED Freedom                                            | film              | 2024                     | C.E. 75                        |
| Gundam: Requiem for Vengeance                                              | ONA               | 2024                     | U.C. 0079                      |
| Mobile Suit Gundam GQuuuuuuX                                               | serie TV          | 2025                     | U.C. 0085                      |

### Manga e romanzi
Gundam include decine di manga, light novel e romanzi. Queste opere sono spesso derivate dagli anime come trasposizioni cartacee, o side story che esplorano situazioni, periodi e personaggi non trattati dalla serie principale; in altri casi si tratta invece di progetti indipendenti che hanno a loro volta generato adattamenti anime. Tomino stesso ha pubblicato sotto forma di romanzo diverse storie del franchise, le quali si rivolgono a un pubblico più adulto, approfondiscono maggiormente l'universo in cui è ambientata la storia, così come la psicologia dei personaggi, e differiscono anche sostanzialmente da quanto esposto nelle serie anime. Per la serie Mobile Suit Gundam del 1979, ad esempio, Tomino curò la trasposizione nella trilogia Awakening, Escalation e Confrontation, dove è possibile riscontrare sostanziali alterazioni nella trama: come il fatto che Amuro Ray e i suoi compagni sono fin dal principio dei cadetti e non dei civili, lo svolgimento degli scontri esclusivamente nello spazio e non sulla Terra, o la morte di Amuro nella battaglia di A Baoa Qu.
I giudizi critici circa questi prodotti sono molto variabili, e vanno da opere criticate per la loro povertà di scrittura e di stile fino a progetti come Gundam Origini, unanimemente considerato un capolavoro e una delle opere più riuscite del franchise.

### Videogiochi
In seguito alla popolarità di Gundam sono stati creati diversi videogiochi, i quali narrano spesso storie originali e introducono anche personaggi assenti nelle serie animate. La produzione è curata dal licenziatario Bandai in collaborazione con numerose case di sviluppo, soprattutto per piattaforme PlayStation e Nintendo, rimanendo in gran parte limitata al solo mercato giapponese. Oltre ai videogiochi dedicati, Gundam appare anche nei titoli delle serie Super Robot Wars e Another Century's Episode.
- Mobile Suit Gundam Arcade Game
- Mobile Suit Gundam Final Shooting
- Gundam: Battle Assault 1, 2 e 3
- Mobile Suit Gundam: Perfect One Year War
- Mobile Suit Gundam: The Blue Destiny
- Mobile Suit Gundam: Federation vs. Zeon
- Mobile Suit Gundam: Encounters in Space
- Mobile Suit Gundam: Journey to Jaburo
- Mobile Suit Gundam: Zeonic Front
- Mobile Suit Gundam: Char's Counterattack
- Mobile Suit Gundam: E.F.F. Vs Zeon DX
- Mobile Suit Gundam: G-Saviour
- Mobile Suit Gundam: Battle Royale
- Mobile Suit Gundam: Battle Operation 1[52] e 2
- Mobile Suit Gundam: Gundam vs Z Gundam
- Mobile Suit Gundam: Gihren's greed "Blood of Zeon"
- Mobile Suit Gundam: One Year War 0079
- Mobile Suit Gundam: Lost War Chronicles
- Mobile Suit Gundam: U.C. Climax
- Mobile Suit Gundam: The MS Saga - A new dawn
- Mobile Suit Gundam: Target in Sight/Crossfire
- Mobile Suit Gundam: Operation Troy
- Mobile Suit Gundam 0079 The War for Earth
- Mobile Suit V Gundam
- Mobile Suit Z Gundam
- Mobile Suit Z Gundam: Hot scramble
- Mobile Suit Z Gundam: A.E.U.G. vs Titans
- Mobile Suit Gundam Seed
- Mobile Suit Gundam Seed: Omni vs Z.A.F.T.
- Mobile Suit Gundam Senki U.C. 0081
- Mobile Suit Gundam Seed Destiny: Omni vs Z.A.F.T. 2 Plus
- Gundam Side Story 0079: Rise from the Ashes
- Gundam: The Battle Master 1, 2
- Mahjong Gundam
- Gundam network operation 1 e 2
- Dynasty Warriors: Gundam 1, 2,  3 e Reborn
- Mobile Suit Gundam: The Ace Pilot
- Kidō senshi Gundam II Pachi-Slot Gundam ai senshi hen
- Gundam musō Special
- Gundam Battle
- Shin kidō senki Gundam Wing: Endless Duel
- Kidō Butōden G-Gundam
- Kidō Senshi Gundam: Senshitachi no Kiseki
- Gundam Battle Online
- Gundam MS Front 0079
- Gundam War
- Emblem of Gundam
- Mobile Suit Gundam 00: Gundam Meisters
- Mobile Suit Gundam: Gundam vs. Gundam
- Mobile Suit Gundam: Gundam vs. Gundam Next
- Gundam: MS Sensen 0079

### SD Gundam
SD Gundam è una serie spin-off aniparo super deformed di Gundam.

### Altro
Pubblicazioni cartacee e multimediali compongono il restante materiale tie-in di Gundam. In seguito alla crescente popolarità dei modelli mobile suit, sono state pubblicate diverse Mobile Suit Variations (モビルスーツバリエーション?, Mobiru sūtsu bariēshon), abbreviate in MSV, ovvero delle raccolte di disegni e specifiche tecniche per ulteriori mobile suit che non hanno trovato posto nel materiale animato originale. Sul mondo di Gundam esiste poi una quantità di artbook e guidebook pubblicati dalle più importanti case editrici giapponesi, quali Kadokawa Shoten, Movic, Hobby Japan, MediaWorks e Sunrise. Tali volumi illustrati raccolgono informazioni supplementari, disegni originali, cel, wallpaper e tavole pittoriche realizzate dai più celebri character e mecha designer giapponesi.
Nel corso degli anni sono stati pubblicati quasi un centinaio di album di colonne sonore degli anime, cover o drama-CD di Gundam. Sebbene la musica non sia solitamente considerata centrale nel contesto del franchise, alcuni di questi dischi hanno ottenuto un successo notevole, come le colonne sonore originali di Mobile Suit Gundam SEED e Mobile Suit Gundam SEED Destiny le quali sono state elette disco d'animazione dell'anno dalla Recording Industry Association of Japan nel 2004 e 2006 con più di un milione di copie vendute.
In occasione dei vent'anni del franchise, nel 2000, è stato realizzato il film televisivo live action G-Saviour. L'opera, una coproduzione nippo-canadese-statunitense, si svolge nello Universal Century ma senza connessioni alle altre serie.

## Accoglienza
Nel corso degli anni il franchise di Gundam è apparso in numerosi sondaggi di popolarità. Ad esempio Mobile Suit Gundam è stata eletta «miglior serie animata del momento» nell'Anime Grand Prix del 1979 e del primo semestre del 1980; un risultato ripetuto da Mobile Suit Gundam SEED nel 2002, Mobile Suit Gundam SEED Destiny nel 2004 e 2005 e Mobile Suit Gundam: Iron-Blooded Orphans nel 2016. Altre serie popolari si sono rivelate Mobile Suit Z Gundam nel 1985, Gundam ZZ nel 1986, Gundam Wing nel 1995 e Mobile Suit Gundam 00 nel 2007, tutte classificatesi al secondo posto nelle rispettive edizioni del sondaggio. La prima serie, Mobile Suit Gundam, emerge inoltre costantemente come uno degli anime più amati dal pubblico giapponese.
Critici e sondaggi hanno tentato di definire delle classifiche delle migliori opere del franchise. Pur nella loro disomogeneità, le serie che risultano più riuscite e apprezzate sono: Mobile Suit Gundam, Mobile Suit Zeta Gundam, Mobile Suit Gundam: Il contrattacco di Char, Kidō butoden G Gundam, Mobile Suit Gundam SEED e Mobile Suit Gundam Unicorn. La rivista Animage ha inoltre incluso Mobile Suit Gundam, Kidō butoden G Gundam e Gundam Wing nella lista delle cento migliori produzioni anime di sempre.
Nel 2005 l'emittente televisiva TV Asahi ha collocato Gundam al secondo posto fra le cento serie animate più amate dal pubblico giapponese., mentre l'anno successivo si è classificato sesto. Nel 2007, i siti web One's Communication e Otaba hanno svolto un'attenta indagine riguardo agli otaku e agli appassionati di animazione giapponese; alla domanda relativa a quale serie animata li abbia condotti a diventare appassionati, gli intervistati hanno fornito una grande varietà di risposte la più frequente delle quali è stata proprio Gundam. Infine, in un sondaggio condotto nel 2010 dall'Università Politecnica di Tokyo sull'aspetto della cultura giapponese che meglio rappresenta il concetto di Cool Japan, il franchise ha ottenuto il terzo posto all'interno della categoria «animazione» con il 47,6% dei voti, subito dietro a Dragon Ball e Doraemon, riscuotendo un elevato successo soprattutto tra gli uomini e le donne dai trent'anni in su.
Uno dei motivi del successo di Gundam è rappresentato dalla propria capacità di attirare un pubblico variegato. Grazie ai suoi toni cupi e a tratti tragici, infatti, Mobile Suit Gundam catturò l'interesse di soggetti più adulti, inaugurando una progressiva trasformazione nella percezione dell'animazione giapponese, che non veniva più considerata appannaggio esclusivo dei bambini. Quest'idea si ritrova anche nella commercializzazione di modelli in plastica al posto dei giocattoli tradizionali, i quali interessarono principalmente gli uomini tra i venti e i trent'anni. In effetti i modellini di dispositivi militari stranieri erano già popolari tra i giovani giapponesi fin dagli anni Sessanta, e Bandai fu in grado di raccogliere questo bacino di utenza grazie anche all'elevato grado di personalizzazione dei Gunpla.
La serie ha raccolto inoltre una nutrita schiera di fan femminili, sebbene queste fossero inizialmente considerate un target secondario. Gundam Wing in particolare si rivelò estremamente popolare tra le ragazze per via dell'enfasi nella caratterizzazione dei personaggi, mentre Mobile Suit Gundam SEED continuò questa tendenza in quanto più della metà delle vendite dei DVD riguardarono donne. Ma soprattutto, Gundam è intrinsecamente legato alla cultura otaku, di cui rappresenta una delle saghe più emblematiche. Esistono molte ragioni per questo fenomeno, tra cui le più comunemente accettate sono la stretta correlazione della saga con la scienza e la tecnologia la sua complessità, che consente agli otaku di esplorarne a fondo l'universo narrativo, e un protagonista facilmente identificabile, in quanto un personaggio schivo e taciturno che si relaziona principalmente con una macchina, ma che proprio in virtù del suo talento viene riconosciuto come un membro d'élite della società. Attorno a Gundam in Giappone si è sviluppato un fandom vasto e devoto, attivo nel cosplay, nel gioco di ruolo o in dōjinshi e che numerosi critici hanno paragonato a quello di altre serie di fantascienza estremamente popolari come Guerre stellari o Star Trek in Occidente.
La mancanza di innovazione derivante dalla preponderanza degli imperativi economici e commerciali rispetto a quelli creativi rimane la principale critica al franchise. Dagli anni Novanta, infatti, la saga ha subito un vero e proprio boom, con la realizzazione di innumerevoli sequel, rivisitazioni, storie parallele o alternative, in cui si ritrovano più o meno le stesse caratteristiche e scenari, senza nuovi apporti originali. Allo stesso tempo, la moltiplicazione degli universi e delle linee temporali ha reso le cronologie complesse da seguire e prone agli anacronismi. Secondo la rivista francese Animeland, il franchise è ormai ridotto al rango di «macchina di marketing ben oliata»; opinione condivisa da Jonathan Clements ed Helen McCarthy, i quali affermano che, sebben Gundam abbia ormai assunto una natura ciclica e ripetitiva, «è difficile, tuttavia, immaginare i suoi proprietari rinunciare a una tale gallina dalle uova d'oro, nonostante i mal di testa che può provocare agli enciclopedisti». Lo stesso Tomino ha confidato in alcune interviste di essere stato più o meno costretto dallo studio a realizzare dei sequel della serie: «Come creatore, non sentivo alcun bisogno di scrivere nuove serie su Gundam. Ma come produttore, non avevo scelta. Gli spettatori lo esigevano. Ma non mi è piaciuto». Queste controversie hanno fatto nascere dei dubbi sul futuro del franchise, con alcuni detrattori che ritengono che non soddisfi più realmente le aspettative del pubblico contemporaneo, il quale sembra prediligere le serie brevi e un universo più implicito e contenuto, mentre i sostenitori che fanno leva sui recenti successi in Giappone di serie come Gundam 00 e Iron-Blooded Orphans.
Le serie di Gundam sono state esportate in vari Paesi del mondo. Sebbene già in precedenza ne fossero state distribuite alcune opere, è solo con l'uscita di Gundam Wing che il franchise ha assunto una dimensione veramente internazionale. Tuttavia, nonostante un certo successo negli Stati Uniti e nel Sud-Est asiatico, il fenomeno Gundam è rimasto prevalentemente circoscritto al pubblico e al territorio nipponico.

## Impatto culturale

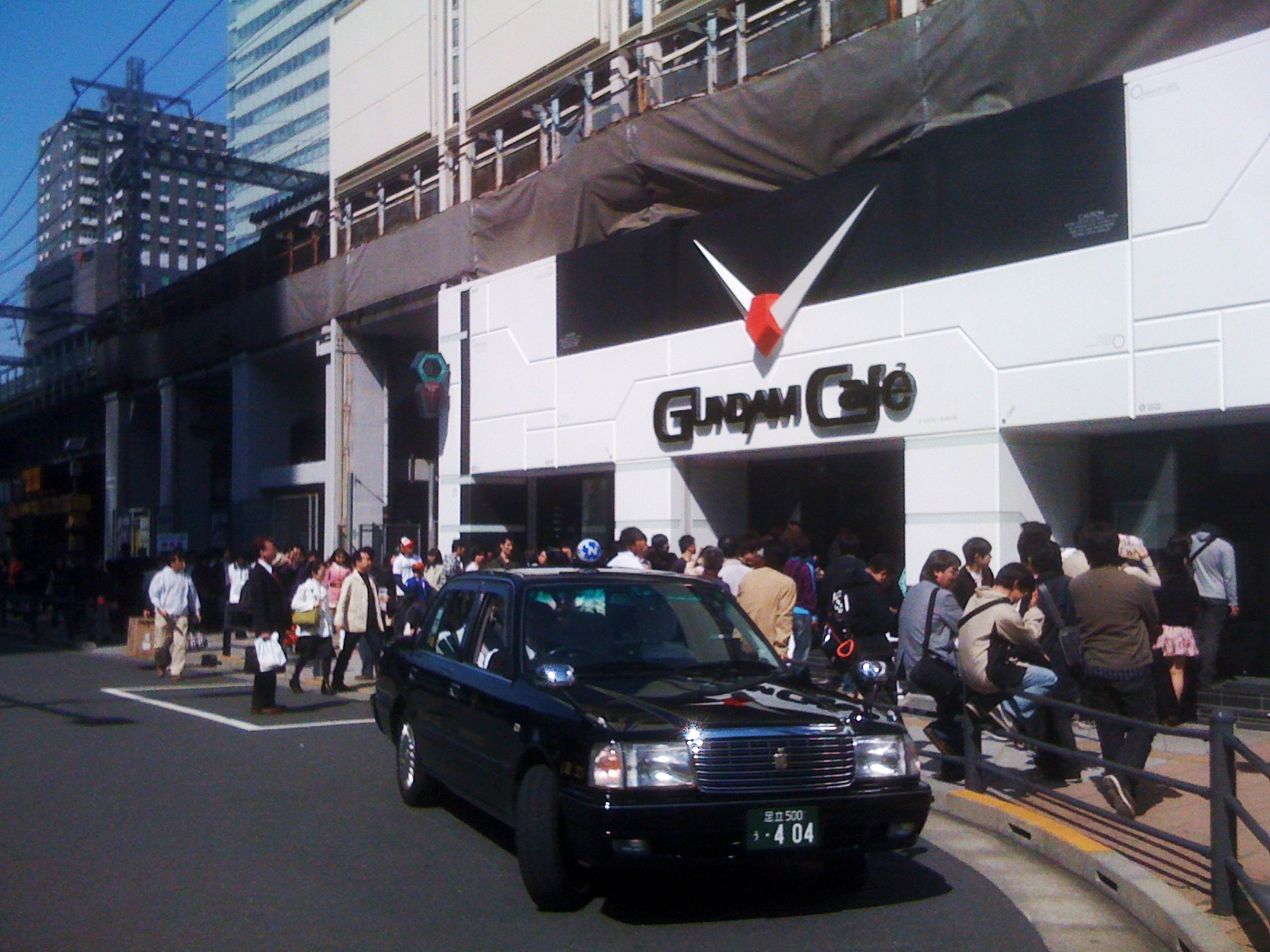
Gundam Café ad Akihabara

Critici e studiosi ritengono Gundam «una serie di importanza monumentale nella storia degli anime» e «una pietra miliare dell'animazione di fantascienza», paragonabile per impatto e influenza culturale a Guerre stellari o Star Trek. Gilles Poitras si è spinto addirittura a definirla la serie mecha «definitiva». Mark Gilson ha affermato che «l'impatto di Gundam sull'ideologia dei robot non potrà mai essere sottolineato abbastanza». Con il suo realismo, infatti, la serie ha dato avvio nella fantascienza giapponese al genere dei real robot, che è diventato rapidamente dominante grazie alla realizzazione di serie come Macross, Patlabor, Full Metal Panic! e Ghost in the Shell., e ha contribuito a definire i canoni grafici e narrativi della moderna animazione nipponica Gundam ha inoltre segnato un boom di popolarità dei mecha in Giappone e in generale i suoi paradigmi sono stati copiati, ripresi e declinati in una moltitudine di serie robot, alle quali Robin E. Brenner, Jonathan Clements e Helen McCarthy si riferiscono come veri e propri "cloni" di Gundam. Numerosi sono poi gli autori e gli animatori che sono stati influenzati da Gundam, tra cui Gorō Taniguchi, lo sceneggiatore di Code Geass, che ha affermato di essersi ispirato a Char Aznable nella creazione del personaggio Zero.
Gundam si è dimostrato uno dei franchise anime più popolari di sempre, con un alto grado di diffusione nella vita quotidiana degli abitanti dell'arcipelago, che lo ha reso un vero e proprio patrimonio culturale giapponese. Virtualmente ogni cittadino nipponico ha familiarità con la saga e ne ha visto almeno un episodio, se non un'intera serie; e addirittura battute e scene dello show sono diventate talmente celebri da essere utilizzate da generazioni di comici nei loro spettacoli. Anche numerosi manga e anime, tra cui Keroro, School Rumble, Great Teacher Onizuka, Otaku no video e La malinconia di Haruhi Suzumiya, presentano allusioni, riferimenti e parodie a Gundam.
Personaggi e mobile suit sono stati omaggiati in tre set commemorativi di francobolli realizzati dalle poste giapponesi. L'uniforme militare della Federazione Terrestre è stata inserita in un manifesto elettorale, che la stampa giapponese ha scherzosamente definito «manifesto Amuro», dal nome del personaggio di Mobile Suit Gundam Amuro Ray. Seguendo la stessa idea, lo Stato ha prodotto un poster dei vigili del fuoco in cui compare un Gundam equipaggiato con idranti al posto delle armi. Il termine "Gundam" è stato inoltre adottato come nome in codice dal Ministero della Difesa per indicare l'equipaggiamento avanzato sviluppato nel 2009 per le forze di autodifesa giapponesi.
Le grandi città giapponesi ospitano negozi, café o esposizioni dedicate a Gundam, come il quartiere commerciale Nipponbashi a Osaka, il Gundam Café di Akihabara o il Gundam Front Tokyo di Odaiba. Proprio quest'ultimo parco tematico ha inaugurato nel giugno 2009 una statua a grandezza naturale del RX-78 G-2 Gundam, alta 18 metri e dal peso di 35 tonnellate, che è rapidamente diventata una delle attrazioni più amate della zona, attirando 4,5 milioni di visitatori nel giro di un mese. Nel 2010 la statua è stata spostata a Shizuoka per la fiera del modellismo; nel 2011 è tornata a Tokyo, dove è stata allestita smembrata per sensibilizzare e promuovere la raccolta fondi per i soccorsi del terremoto e maremoto del Tōhoku; nel 2012 infine è tornata ad assumere la sua collocazione definitiva davanti al Gundam Front di Odaiba. Nel 2017 la statua è stata sostituita da un modello leggermente più grande, 19,7 metri per 49 tonnellate di peso, del RX-0 Unicorn Gundam, mobile suit che compare nella serie Mobile Suit Gundam Unicorn, e contemporaneamente il negozio ufficiale rimodernato e ribattezzato Gundam Base.. Gran parte del Bandai Museum a Mibu è inoltre riservato a Gundam.
La popolarità della serie ha permesso la pubblicazione di una rivista specializzata, Gundam Magazine, che è stata stampata da Kōdansha da dicembre 1990 a giugno 1991. Il 25 giugno 2001 Kadokawa Shoten ha avviato la pubblicazione di Gundam Ace, dapprima come trimestrale e a partire dal numero dieci a cadenza mensile. La rivista è interamente dedicata al franchise, ospita capitoli di manga e light novel e contiene informazioni per gli appassionati della saga, tra cui notizie sugli anime in corso e quelli futuri, nonché sondaggi e questionari. Anche la popolare rivista Newtype prende il nome dagli newtype di Gundam.
In uno dei padiglioni dell'Esposizione universale di Osaka del 2025 intitolato "Mobile Suit Gundam" è stata offerta ai visitatori l'opportunità di vedere alcuni aspetti del futuro così come sono stati narrati all'interno dell'anime.

## Merchandising

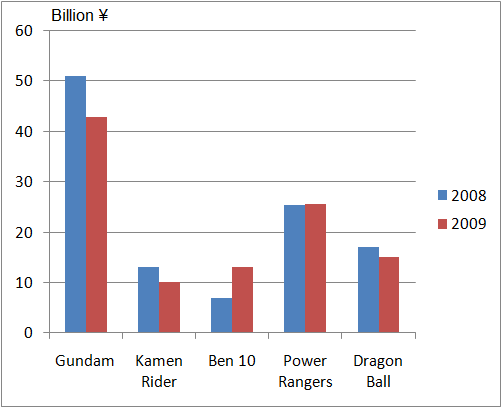
Volume d'affari del merchandising di Gundam (in miliardi di yen) rispetto ad altri marchi di Bandai nel biennio 2008-2009

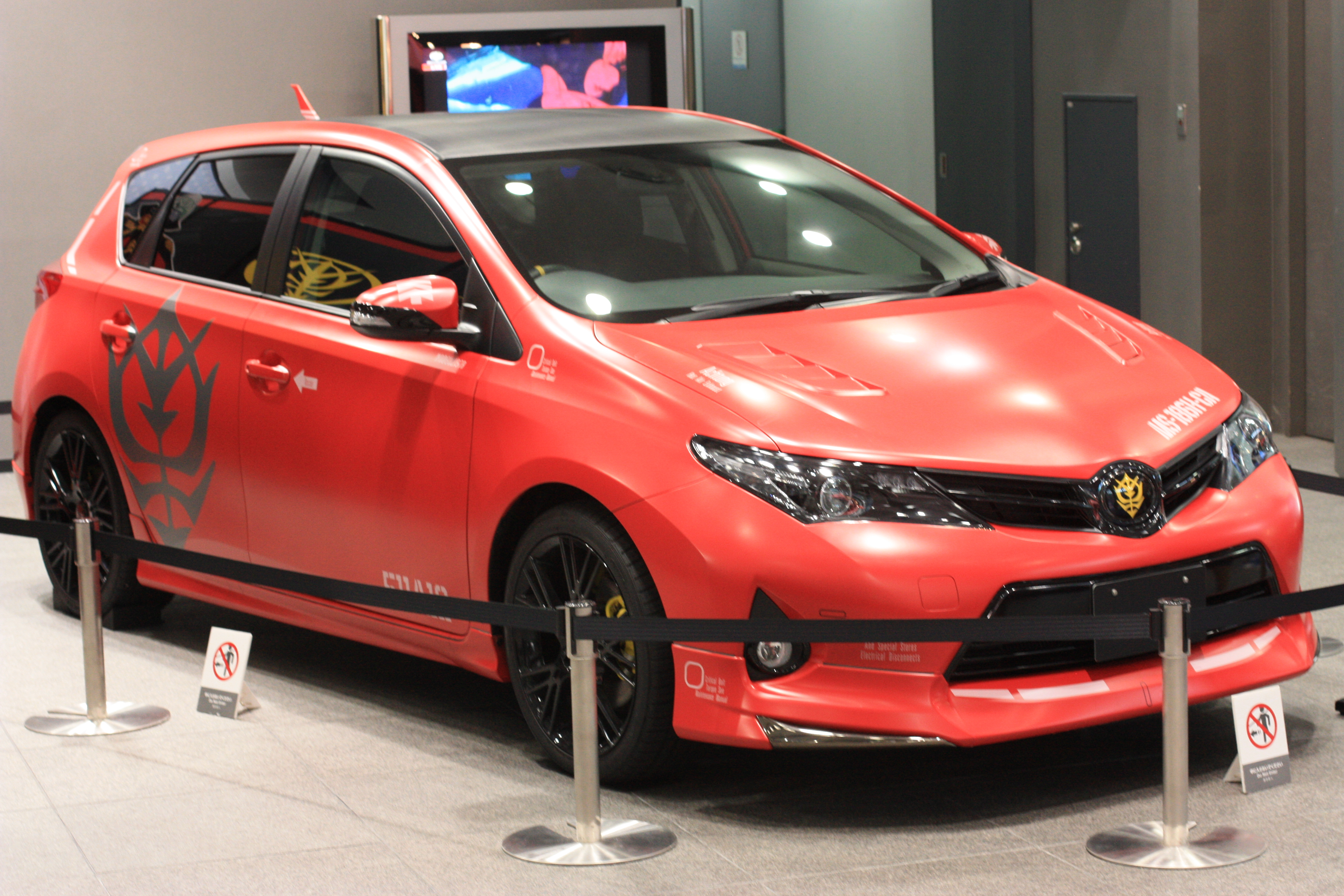
Toyota Auris personalizzata Char Aznable

Fin dal suo debutto, il franchise di Gundam poggia su due pilastri principali, ovvero gli anime e i prodotti derivati. I diritti per la vendita di merchandising legato a Gundam, inizialmente di proprietà della ditta di giocattoli Clover, sono passati poi a Bandai, azienda che produce una grande varietà di articoli tie-in che includono videogiochi, carte da collezione, distributori automatici, portachiavi, dolci, gadget e giochi di ruolo. Ma il cuore del business è rappresentato dalla vendita di modellini in plastica di mobile suit e veicoli della serie, detti Gunpla, i quali hanno contribuito in modo determinante al successo della serie e hanno arricchito Bandai al punto da diventare il quarto maggior produttore di giocattoli al mondo e permettergli di acquistare lo studio produttore della serie: Sunrise. L'interdipendenza tra franchise e merchandising ha fatto sì che per promuovere i Gunpla, Bandai abbia commissionato la realizzazione di apposite opere, come è il caso di Gundam F90, Silhouette Formula 91, Gundam Evolve o Model Suit Gunpla Builders Beginning G. Secondo una ricerca governativa giapponese, i modellini in plastica di Gundam dominano il mercato, rappresentando circa il 90% delle vendite di modelli in scala in Giappone e il 40% nel mondo; ciò corrisponde a centinaia di set differenti per circa 350-400 milioni di unità vendute. Alcune stime, riportate anche dal Los Angeles Times, indicano inoltre che «dieci Gunpla [sono stati] venduti per ogni uomo, donna e bambino in Giappone».
Gundam è di gran lunga il marchio più redditizio di Bandai e rappresenta da solo il 20% del fatturato dell'azienda. Nel 2000 i ricavi totali del merchandising della serie sono stati stimati in 5 miliardi di dollari, a cui si aggiungono ogni anno vendite per circa 40-50 miliardi di yen, saliti a 80 a partire dal 2014. Con un giro d'affari di oltre 15 miliardi di dollari, stimato nel 2018, Gundam è uno dei franchise più lucrativi del mondo.
A causa del suo successo, il franchise è spesso utilizzato con finalità di marketing, tanto che in Giappone non si contano le campagne promozionali e le pubblicità a tema Gundam. Molto popolari in particolare si sono rivelati i prodotti «modello Char», che cioè, proprio come il mobile suit di Char Aznable nella serie, sono tinti di rosso e presentano le effigia del Principato di Zeon. Gli innumerevoli prodotti commercializzati hanno provocato la collera di Tomino, il quale si è sempre mostrato contrario a quello che ha definito un saccheggio commerciale ingannevole e contrario ai suoi principi.

### Annotazioni
1. ↑  Considerato che Seireki è un gioco di parole sull'omonimia con il termine giapponese equivalente di "Anno Domini", i fan statunitensi hanno interpretato "CC" come la sigla di Correct Century; tuttavia la Sunrise non ha stabilito una traduzione ufficiale per Seireki, né il significato della sigla "CC".

### Fonti
1. ↑  Clements e McCarthy, p. 256.
2. ↑  Mobile Suit Illustrated, Eiji Yamaura, intro.
3. 1 2 3 4 5 6 7 8  (EN) Mark Simmons, Introduction, in Mobile Suit Gundam: Awakening, Escalation, Confrontation, Stone Bridge Press, 2004,  pp. 7-11, ISBN 978-1880656860.
4. 1 2 3 4  Hornyak, pp. 63-64.
5. 1 2   James Matsuzaki, Intervista a Yoshiyuki Tomino, in Mangazine, n. 31, Granata Press, gennaio 1994.
6. ↑  G20, Tatsuhiko Mizutani, intervista a Masao Iizuka, p. 47.
7. ↑  G20, Tatsuhiko Mizutani, intervista a Masao Iizuka, p. 48.
8. ↑  (EN) Gundam Archive, MediaWorks, 1999, ISBN 4-8402-1211-2.
9. ↑  (EN) Garry Berryhill, A Short Talk with Yoshiyuki Tomino, su animenewsnetwork.com, Anime News Network, 12 dicembre 2002. URL consultato il 14 luglio 2018.
10. ↑  (EN) James Whitbrook, A History Of Gundam, The Anime That Defined The Giant Robot Revolution, su io9.gizmodo.com, 9 marzo 2015. URL consultato il 15 luglio 2018.
11. 1 2 3 4  (EN) Antonio Dini, Perché nessuno ce la fa contro Gundam, su fumettologica.it, Fumettologica, 7 aprile 2016. URL consultato il 15 luglio 2018.
12. ↑  (EN) Alessandro De Ciuceis, Mobile Suit Gundam: un brand prodigioso [collegamento interrotto], su thebrainofpopculture.it, 31 agosto 2016. URL consultato il 15 luglio 2018.
13. ↑  Tavassi, pp. 126-129.
14. 1 2  (EN) Ōtsuka Eiji e Thomas Lamarre, Disarming Atom: Tezuka Osamu's Manga at War and Peace, in Mechademia, vol. 3, University of Minnesota Press, 2008,  pp. 111-125, DOI:10.1353/mec.0.0092.
15. ↑  Gresh e Weinberg, pp. 116-134.
16. ↑  Gresh e Weinberg, pp. 58-59.
17. ↑  Gresh e Weinberg, pp. 49-50.
18. 1 2  Tavassi, p. 128.
19. 1 2 3 4  Clements e McCarthy, pp. 256-258.
20. ↑  (EN) Patrick Drazen, Review: The Shock of the Newtype: The "Mobile Suit Gundam" Novels of Tomino Yoshiyuki, in Mechademia, vol. 1, University of Minnesota Press,  pp. 174-177, DOI:10.1353/mec.0.0063.
21. 1 2  Brenner, p. 191.
22. 1 2  (EN) Mark W. MacWilliams, Japanese Visual Culture: Explorations in the World of Manga and Anime, Routledge, 2014,  p. 52, ISBN 978-1317467007.
23. ↑   Arianna Magnato, Super Robot Anime, eroi e robot da Mazinga Z a Evangelion, Yamato Video, 1999, ISBN non esistente.
24. ↑  Tavassi, pp. 124 ss.
25. ↑  Gresh e Weinberg, p. 24.
26. 1 2  Azuma e Abel, pp. 30, 34, 37.
27. 1 2  (EN) Azuma Hiroki, The Animalization of Otaku Culture, in Mechademia, vol. 2, University of Minnesota Press, 2007,  p. 175, DOI:10.1353/mec.0.0023.
28. ↑  Lamarre, p. 271.
29. ↑  Brenner, pp. 143-144, 160.
30. ↑  (EN) Justin Sevakis, Buried Treasure - Gundam 0080, su animenewsnetwork.com, Anime News Network, 16 agosto 2007. URL consultato il 6 agosto 2018.
31. ↑  Drazen, pp. 119-120.
32. ↑  (EN) Erin Dale, Does Gundam Glamorize Terrorism?, su animeherald.com, 29 aprile 2013. URL consultato il 6 agosto 2018.
33. ↑  (EN) Yuji Sone, Japanese Robot Culture: Performance, Imagination, and Modernity, Springer, 2016,  p. 122, ISBN 978-1137525277.
34. ↑  Williams e Stahl, p. 24.
35. ↑  Williams e Stahl, p. 335.
36. ↑  Williams e Stahl, pp. 345-348.
37. ↑  Poitras, p. 107.
38. ↑  (FR) Nicolas Finet, Dico Manga: le dictionnaire encyclopédique de la bande dessinée japonaise, Fleurus, 2008,  p. 92, ISBN 978-2215079316.
39. ↑  (EN) Frenchy Lunning, Giant Robots and Superheroes: Manifestations of Divine Power, East and West: An Interview with Crispin Freeman, in Mechademia, vol. 3, University of Minnesota Press, 2008,  pp. 274-282, DOI:10.1353/mec.0.0042.
40. ↑  (EN) Peter Appelbaum, Children's Books for Grown-Up Teachers: Reading and Writing Curriculum Theory, Routledge, 2017, ISBN 978-1351572101.
41. ↑  (EN) Egan Loo, Interview: Yoshiyuki Tomino (Updated), su animenewsnetwork.com, Anime News Network, 19 giugno 2009. URL consultato il 7 agosto 2018.
42. ↑   Claudio Cordella, Gundam e la sci-fi militare, su Fantasy Planet. URL consultato il 3 settembre 2018 (archiviato dall'url originale il 10 aprile 2022).
43. ↑  (EN) Christopher Vance, Gundam for Newcomers: Traits To Look Forward To, su the-artifice.com, 23 marzo 2015. URL consultato l'11 agosto 2018.
44. ↑  Gresh e Weinberg, p. 186.
45. ↑  (EN) Azuma Hiroki, The Animalization of Otaku Culture, in Mechademia, vol. 2, University of Minnesota Press, 2007,  p. 175, DOI:10.1353/mec.0.0023.
46. ↑  (EN) Richard A. Gardner, Aum Shinrikyō and a Panic About Manga and Anime, in Mark Wheeler Macwilliams (a cura di), Japanese Visual Culture: Explorations in the World of Manga and Anime, M.E. Sharpe, 2008,  pp. 200-218, ISBN 978-0765616012.
47. 1 2 3  Macias e Machiyama, p. 73.
48. ↑  (EN) Gundam: Hathaway Producer: 2nd Film May Not Open Before 2024, su Anime News Network, 3 dicembre 2021. URL consultato il 28 marzo 2023.
49. ↑  Gundam Official Guide, p. 101.
50. ↑  (EN) Ollie Barder, 'Gundam: The Origin' Manga Review, su forbes.com, Forbes, 16 marzo 2015. URL consultato il 9 ottobre 2016.
51. ↑  Gundam Official Guide, p. 125.
52. ↑   Mobile Suit Gundam: Battle Operation, in Play Generation, n. 82, Edizioni Master, agosto 2012,  p. 22, ISSN 1827-6105 (WC · ACNP).
53. ↑  (EN) Gundam Complete listings - CD Album, su cdjapan.co.jp. URL consultato il 9 settembre 2018.
54. ↑  (EN) The 18th Japan Gold Disc Award 2004, su riaj.or.jp, Recording Industry Association of Japan. URL consultato il 9 settembre 2018 (archiviato dall'url originale il 17 aprile 2012).
55. ↑  (EN) The 20th Japan Gold Disc Award 2006, su riaj.or.jp, Recording Industry Association of Japan. URL consultato il 9 settembre 2018 (archiviato dall'url originale il 17 aprile 2012).
56. ↑  (EN) Bamboo Dong, G-Saviour DVD - Review, su animenewsnetwork.com, Anime News Network, 27 gennaio 2002. URL consultato il 9 settembre 2018.
57. ↑  (JA) Anime Grand Prix 1979, su animage.jp, Animage. URL consultato il 10 giugno 2013 (archiviato dall'url originale il 17 settembre 2010).
58. ↑  (JA) Anime Grand Prix 1980 (primo semstre), su animage.jp, Animage. URL consultato il 10 giugno 2013 (archiviato dall'url originale il 29 settembre 2013).
59. ↑  (JA) Anime Grand Prix 2002, su animage.jp, Animage. URL consultato il 10 giugno 2013 (archiviato dall'url originale il 23 maggio 2010).
60. ↑  (JA) Anime Grand Prix 2004, su animage.jp, Animage. URL consultato il 10 giugno 2013 (archiviato dall'url originale il 19 ottobre 2010).
61. ↑  (JA) Anime Grand Prix 2005, su animage.jp, Animage. URL consultato il 10 giugno 2013 (archiviato dall'url originale il 3 agosto 2014).
62. ↑  (EN) The results of the 39th Anime Grand Prix, su steemit.com. URL consultato il 3 settembre 2018.
63. ↑  (JA) Anime Grand Prix 1985, su animage.jp, Animage. URL consultato il 10 giugno 2013 (archiviato dall'url originale il 19 ottobre 2010).
64. ↑  (JA) Anime Grand Prix 1986, su animage.jp, Animage. URL consultato il 10 giugno 2013 (archiviato dall'url originale il 19 ottobre 2010).
65. ↑  (JA) Anime Grand Prix 1995, su animage.jp, Animage. URL consultato il 10 giugno 2013 (archiviato dall'url originale il 19 ottobre 2010).
66. ↑  (EN) 30° Annual Anime Grand Prix (2007), su animegrandprix.blogspot.com, 7 luglio 2009. URL consultato il 3 settembre 2018.
67. ↑  (EN) Top 10 Anime and Manga at Japan Media Arts Festival, su animenewsnetwork.com, Anime News Network, 4 ottobre 2006. URL consultato il 3 settembre 2018.
68. ↑   Gli Anime più esportabili all'estero secondo il pubblico giapponese, su animeclick.it, 2 giugno 2013. URL consultato il 3 settembre 2018.
69. ↑  (EN) Scott Green, "Dragon Ball" Takes the Gold in Oricon Ranking of Top 10 World Class Anime and Manga, su crunchyroll.com, Crunchyroll, 7 agosto 2012. URL consultato il 3 settembre 2018 (archiviato dall'url originale il 14 luglio 2014).
70. ↑  (EN) Megan Peters, Fans Rank The Best Mobile Suit Gundam Anime Of All-Time, su comicbook.com, Crunchyroll, 7 febbraio 2017. URL consultato il 3 settembre 2018.
71. ↑  (EN) Crystalyn Hodgkins, NHK Reveals Full Results of Ultimate Gundam Poll, su animenewsnetwork.com, Anime News Network, 6 maggio 2018. URL consultato il 3 settembre 2018.
72. ↑  (EN) Lauren Orsini, Mobile Suit Gundam: Where to Start and What's Worth Watching, su animenewsnetwork.com, Anime News Network, 21 ottobre 2015. URL consultato il 3 settembre 2018.
73. ↑  (EN) Animage Top-100 Anime Listing, su animenewsnetwork.com, Anime News Network, 15 gennaio 2001. URL consultato il 3 settembre 2018.
74. ↑  (EN) TV Asahi Top 100 Anime, su animenewsnetwork.com, Anime News Network, 23 settembre 2005. URL consultato il 3 settembre 2018.
75. ↑  (JA) 日本全国徹底調査!好きなｱﾆﾒﾗﾝｷﾝｸﾞ100, su tv-asahi.co.jp, TV Asahi. URL consultato il 9 novembre 2015 (archiviato dall'url originale il 15 dicembre 2005).
76. ↑  (EN) Japan's Favorite TV Anime, su animenewsnetwork.com, Anime News Network, 13 ottobre 2006. URL consultato il 3 settembre 2018.
77. ↑  (JA) 月バラ2時間スペシャル 芸能界アニメ通が集結!徹底調査アニメランキング100, su tv-asahi.co.jp, TV Asahi. URL consultato il 9 novembre 2015 (archiviato dall'url originale il 14 settembre 2007).
78. ↑  (EN) Survey about "Roots" of Otaku Lifestyle Published, su animenewsnetwork.com, Anime News Network, 31 maggio 2007. URL consultato il 3 settembre 2018.
79. ↑  (EN) Egan Loo, Japan Surveyed on Anime, Manga, Other Cultural Exports, su animenewsnetwork.com, Anime News Network, 20 maggio 2010. URL consultato il 9 novembre 2015.
80. ↑  (EN) Thomas Lamarre, An Introduction to Otaku Movement (PDF), su lamarre-mediaken.com. URL consultato il 29 agosto 2018.
81. 1 2  (EN) 日本の玩具産業の動向 (PDF), su jetro.go.jp, JETRO, 2004. URL consultato il 29 agosto 2018 (archiviato dall'url originale il 3 dicembre 2013).
82. ↑  (EN) Tomohiro Machiyama, "A Good War" - The Meaning of Gunpla, in Otaku USA, agosto 2007.
83. ↑  (EN) Kim Morrissy, FEATURE: Found in Translation - How "Gundam Wing" Became a Global Phenomenon, su crunchyroll.com, Crunchyroll, 18 aprile 2017. URL consultato il 29 agosto 2018.
84. ↑  (EN) Yasuhiro Arai, Shinya Kinukawa, Copyright Infringement as User Innovation: An Economic Analysis of Dōjinshi (PDF), su jlea.jp, 23 giugno 2010. URL consultato il 29 agosto 2018.
85. ↑  (EN) Ben Whaley, Debating Otaku in Contemporary Japan: Historical Perspectives and New Horizons, in The Journal of Japanese Studies, vol. 44, n. 1, Society for Japanese Studies, 2018,  pp. 133-138, DOI:10.1353/jjs.2018.0008.
86. ↑  (EN) Kaichirō Morikawa, おたく / Otaku / Geek (PDF), in Working Words: New Approaches to Japanese Studies, 20 aprile 2012. URL consultato il 30 agosto 2018.
87. ↑  (EN) Susan J. Napier, Lost in Transition: Train Men and Dolls in Millennial Japan, in Mechademia, vol. 3, University of Minnesota Press, 2008,  p. 259, DOI:10.1353/mec.0.0047.
88. 1 2 3  (EN) William Ashbaugh, Gundam: Japan's Top Pop Culture Phenomenon, su thediplomat.com, 16 marzo 2016. URL consultato il 30 agosto 2018.
89. ↑  Clements e McCarthy, pp. 256-259.
90. ↑  (FR) Ming Chiu, Mobile Suit Gundam 00, in Animeland, n. 142, Anime Manga Presse, 2008,  p. 80, ISSN 1148-0807 (WC · ACNP).
91. ↑  Clements e McCarthy, p. 259.
92. ↑  Gresh e Weinberg, p. 115.
93. ↑  Azuma e Abel, p. 37.
94. ↑  Drazen, p. 14.
95. ↑  (EN) Roland Kelts, Japanamerica: How Japanese Pop Culture Has Invaded the U.S., Palgrave Macmillan, 2007,  p. 73, ISBN 978-1403984760.
96. ↑  Gresh e Weinberg, p. 44.
97. ↑  Poitras, p. 35.
98. ↑  Clements e McCarthy, pp. 567-568.
99. ↑  Lamarre, p. 146.
100. ↑  Gresh e Weinberg, p. 39.
101. ↑  Clements e McCarthy, pp. XVIII-XIX, 160.
102. ↑  (EN)  Interview with Ichirō Ōkouchi, Code Geass DVD volume 1. Sunrise
103. ↑  (EN) The 20th Century Stamp Series 15, su yushu.or.jp, Japan Philatelic Society Foundation. URL consultato il 5 settembre 2018.
104. ↑  (EN) Animation Hero and Heroine Series II "Gundam", su yushu.or.jp, Japan Philatelic Society Foundation. URL consultato il 5 settembre 2018.
105. ↑  (EN) オリジナル フレーム切手セット「『GUNPLA FRAME STAMP COLLECTION』 30th ANNIVERSARY」の販売開始について (PDF), su jp-network.japanpost.jp, 14 marzo 2011. URL consultato il 5 settembre 2018 (archiviato dall'url originale il 9 marzo 2012).
106. ↑  (EN) アムロ風の選挙広報ポスター, su gizmodo.jp, Gizmodo, 18 luglio 2007. URL consultato il 5 settembre 2018.
107. ↑  (EN) Cosima Wagner, Gunpla robot toys and the popularization of robotics in Japan, in International Science and Technology Education: Exploring Culture, Economy and Social Perceptions, Routledge, 2015,  p. 48, ISBN 978-1317500216.
108. ↑  (EN) 防衛省が開発する「ガンダム」の正体とは, su japan.cnet.com, CNET, 7 novembre 2007. URL consultato il 5 settembre 2018.
109. ↑  (EN) Nathaniel T. Noda, When Holding On Means Letting Go: Why Fair Use Should Extend to Fan-Based Activities (PDF), in University of Denver Sports & Entertainment Law Journal, vol. 5, 2008,  pp. 5-7. URL consultato il 6 settembre 2018.
110. ↑  (EN) Giant 60-Foot ‘Mobile Suit Gundam’ Statue Presides Over DiverCity Tokyo Plaza (PHOTO), su huffingtonpost.com, HuffPost, 1º maggio 2012. URL consultato il 6 settembre 2018.
111. ↑   Tommaso Rossi, I Gundam giganti di Odaiba a Tokyo (Aggiornato 2017 Unicorn Gundam), su dondake.it. URL consultato il 6 settembre 2018.
112. ↑   Davide Landi, Gundam: nuovo evento per la statua di Odaiba, su mangaforever.net, 21 aprile 2018. URL consultato il 6 settembre 2018 (archiviato dall'url originale il 9 settembre 2018).
113. ↑  Macias e Machiyama, p. 47.
114. ↑  (EN) Jonathan Mays, Original Gundam Magazine Republished, su animenewsnetwork.com, Anime News Network. URL consultato il 6 settembre 2018.
115. ↑  (EN) Makiko Nagao, Expo 2025: Gundam pavilion opens window to future depicted in anime series, su mainichi.jp. URL consultato il 15 maggio 2025.
116. ↑  (EN) Alisa Freedma e Toby Slade (a cura di), Introducing Japanese Popular Culture, Routledge, 2018, ISBN 978-1-317-52893-7.
117. ↑  Gundam Official Guide, p. 114.
118. ↑  (EN) Gundam Model Sets Reach Distribution of 320 Million-Popular With All Ages, Increasing Interest World-Wide, su bandai.co.jp, Bandai, 15 maggio 2001. URL consultato l'8 settembre 2018 (archiviato dall'url originale il 3 marzo 2018).
119. 1 2 3 4  Williams e Stahl, p. 331.
120. ↑  Hornyak, p. 65.
121. ↑  (FR) Namco Bandai, 4,3 milliards d'euros de chiffre d'affaires, su journaldunet.com, Le Journal du Net, 2009. URL consultato l'8 settembre 2018.
122. ↑  (EN) Charles Solomon, ‘Gundam’: Three decades of a signature force in anime, su herocomplex.latimes.com, Los Angeles Times, 5 novembre 2011. URL consultato l'8 settembre 2018.
123. ↑  (EN) Egan Loo, Namco Bandai Holdings Releases 2007-08 Financials (Updated), su animenewsnetwork.cc, Anime News Network, 10 maggio 2008. URL consultato l'8 settembre 2018.
124. ↑  (EN) Gundam Wing Phenomenon Grows With Addition of New Licensees as Television Ratings and Toy Line Sales Surge, su thefreelibrary.com, Business Wire, 13 giugno 2000. URL consultato l'8 settembre 2018 (archiviato dall'url originale il 14 giugno 2018).
125. ↑  (EN) Crystalyn Hodgkins, Bandai Namco Breaks Down Revenues by Franchise, su animenewsnetwork.com, Anime News Network, 5 novembre 2011. URL consultato l'8 settembre 2018.
126. ↑  (EN) Namco Bandai Holding Inc. - Financial Highlights for the Fiscal Year Ended March 2014 (PDF), su bandainamco.co.jp, Bandai Namco Entertainment. URL consultato l'8 settembre 2018.
127. ↑  (EN) Megan Peters, 'Pokemon' Is The Highest-Grossing Franchise Of All-Time, su comicbook.com, 23 giugno 2018. URL consultato l'8 settembre 2018.
128. ↑  (JA) Otona no Gundam (大人のガンダム 完全版?), Nikkei Business Publication, 2007,  pp. 102-103, ISBN 978-4822263171.